# Lebeda
Lebeda is een geslacht van vlinders van de familie spinners (Lasiocampidae), uit de onderfamilie Lasiocampinae.

## Soorten
- L. agnata Tams, 1928
- L. brauni De Lajonquiére, 1979
- L. cognata Grünberg, 1913
- L. intermedia Holloway, 1987
- L. metaspila (Walker, 1865)
- L. mustelina Distant, 1899
- L. nobilis Walker, 1855
- L. pruetti Holloway, 1987
- L. trifascia (Walker, 1855)